# Leptoclinides tulearensis
Leptoclinides tulearensis is een zakpijpensoort uit de familie van de Didemnidae. De wetenschappelijke naam van de soort is voor het eerst geldig gepubliceerd in 1966 door Plante & Vasseur.